# ГЕС Theun Hinboun
ГЕС Theun Hinboun — гідроелектростанція у центральній частині Лаосу. Знаходячись між ГЕС Nam Theun 2 (вище по течії) та ГЕС Nam Theun 1, є однією з кількох станцій, що використовують ресурс із річки Nam Kading (у верхів'ї має назву Nam Theun), лівої притоки найбільшої річки Південно-Східної Азії Меконгу (впадає до Південно-Китайського моря на узбережжі В'єтнаму). Втім, названі ГЕС не створюють каскад, оскільки і Nam Theun 2, і Theun Hinboun здійснюють деривацію у сточища інших річок.
У межах проекту річку перекрили бетонною гравітаційною греблею висотою 27 метрів та довжиною 330 метрів, яка спрямовує ресурс до двох паралельних дериваційних тунелів довжиною 5,3 км та 5,5 км. Вони проходять під водорозділом із річкою Nam Hai (права притока Nam Hinboun, котра в свою чергу є ще однією лівою притокою Меконгу) та створюють схему з напором у 235 метрів.
Первісно у 1998-му станцію обладнали двома турбінами типу Френсіс потужністю по 120 МВт. Згодом на початку 2010-х на правій притоці Nam Kading річці Nam Gnouang (впадає між греблями Nam Theun 2 та Theun Hinboun) спорудили водосховище ГЕС Nam Gnouang, що дозволило організувати накопичення додаткового ресурсу та підсилити станцію Theun Hinboun. У 2012-му тут запустили другу чергу у складі однієї турбіни потужністю 220 МВт (тоді ж для неї проклали згаданий вище другий дериваційний тунель), а протягом 2016—2017 років турбіни першої черги замінили більш потужними з показником по 150 МВт.
Відпрацьована вода по відвідному каналу довжиною 3,5 км прямує до Nam Hai.
Продукція по двох ЛЕП, розрахованих на роботу під напругою 230 кВ, транспортується до Таїланду.
Проект реалізували місцева державна компанія Electricité du Laos (60 %), а також тайська MDX Lao Public Company (наразі носить назву Greater Mekong Subregion) і норвезька SN Power (по 20 %).